# Marconirigg
Marconirigg är en riggtyp för segelbåtar. Den liknar bermudariggen, men har en böjd masttopp. Masten har flera stag och vantspridare (tvärslår på masten) och trekantigt bomsegel. Namnet marconirigg härrör från dess likhet med de master för trådlös telegrafi som fanns under 1900-talets tidigare del.